# Liubenovo, Plevna
Liubenovo (în bulgară Любеново) este un sat în comuna Nikopol, regiunea Plevna,  Bulgaria. 

## Demografie
Componența etnică a satului Liubenovo
     Bulgari (97,12%)
     Nicio identificare (2,87%)
     Altele (0%)
La recensământul din 2011, populația satului Liubenovo era de 209 locuitori. Din punct de vedere etnic, majoritatea locuitorilor (97,12%) erau bulgari. Pentru 2,87% din locuitori nu este cunoscută apartenența etnică.